# マリオ・ベリーニ
マリオ・ベリーニ（Mario Bellini, 1935年2月1日 - ）は、イタリアの建築家、デザイナー。コンパッソ・ドーロ賞を複数回受賞し、イタリア共和国大統領から授与されたメダグリアドーロなどの建築賞を受賞した。
ミラノ工科大学建築学科を卒業後、リナシェンテのデザイン部門に就職。
1963年、オリベッティのデザイン顧問に就任し計算機やタイプライターなどの開発に従事。
その後、カッシーナの家具、ブリオンヴェガ（イタリアの放送機器メーカー）やヤマハの電気製品、アルテミデ、フロス、アルコの照明など数多くをデザインした。
建築・デザイン誌「Domus」の編集長を、1986年から1991年まで務めた。

## 作品

### 日本での建築物
- 1990年 神奈川、横浜ビジネスパーク ベリーニの丘
- 1992年 東京、東京デザインセンター
- 1992年 山梨、リゾナ−レ・ビブレクラブ小淵沢
- 1998年 山梨、アルソア本社株式会社

### ギャラリー

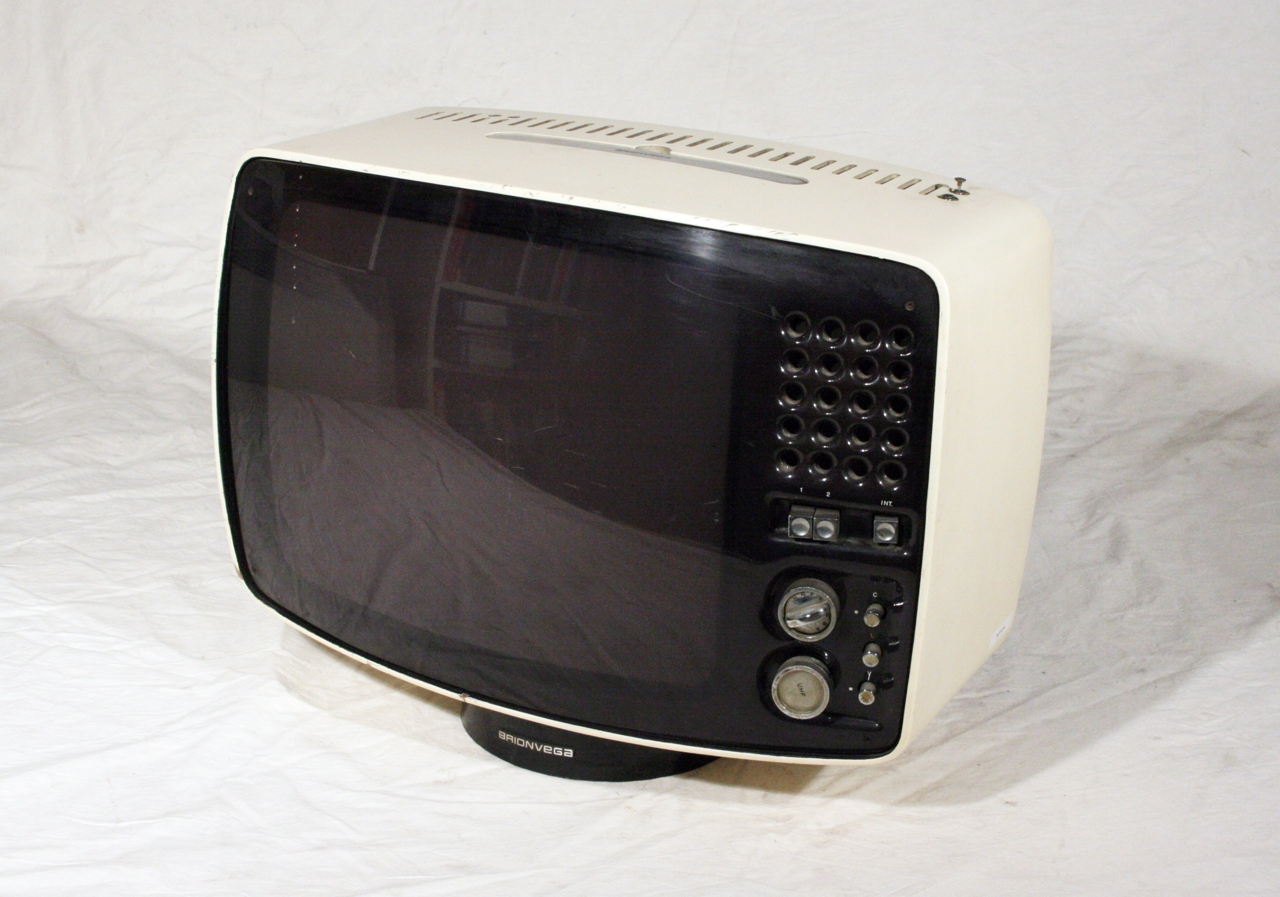
Volans 17 テレビ、Brionvega社 (1968年)
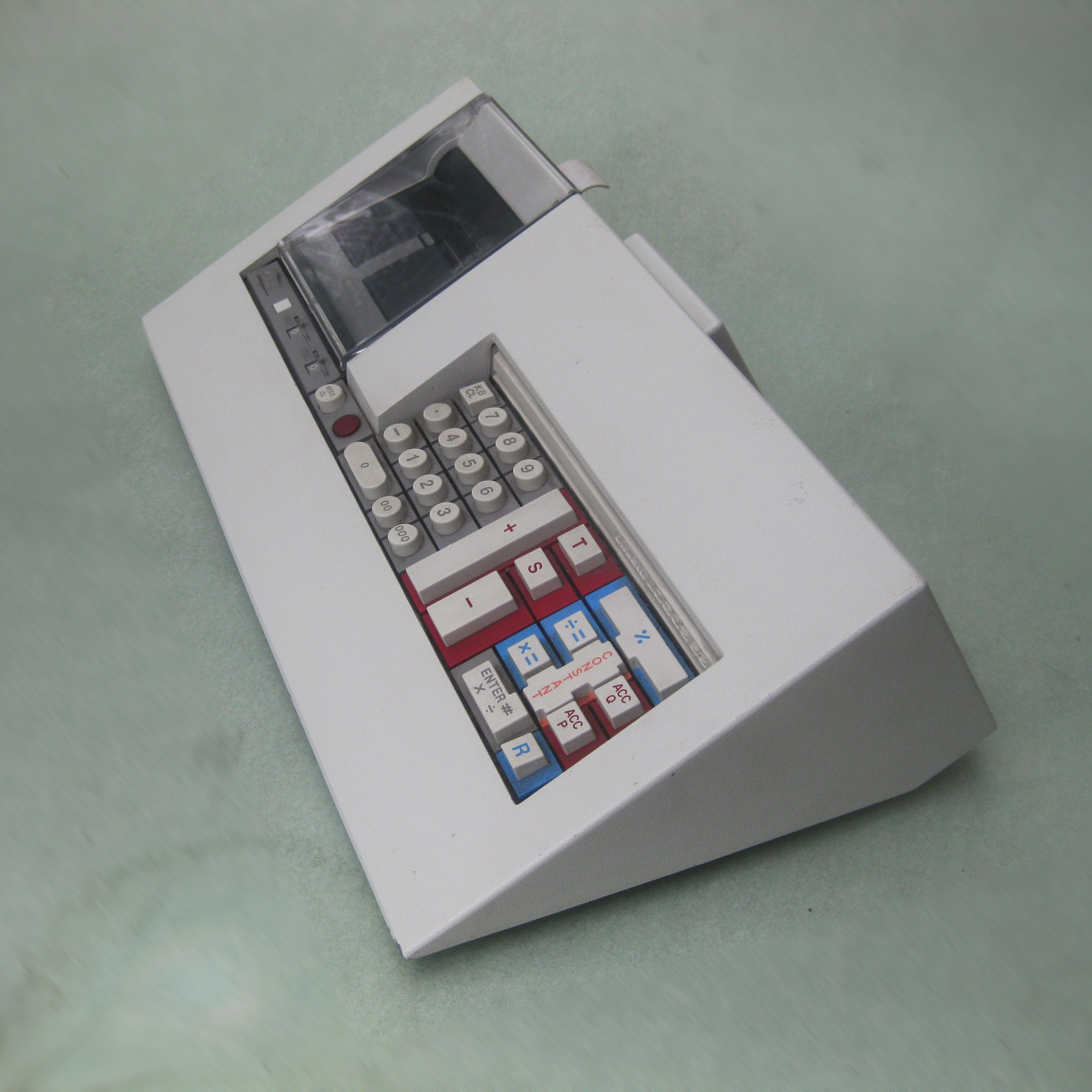
Logos 58 電子計算機、オリベッティ社 (1972年)
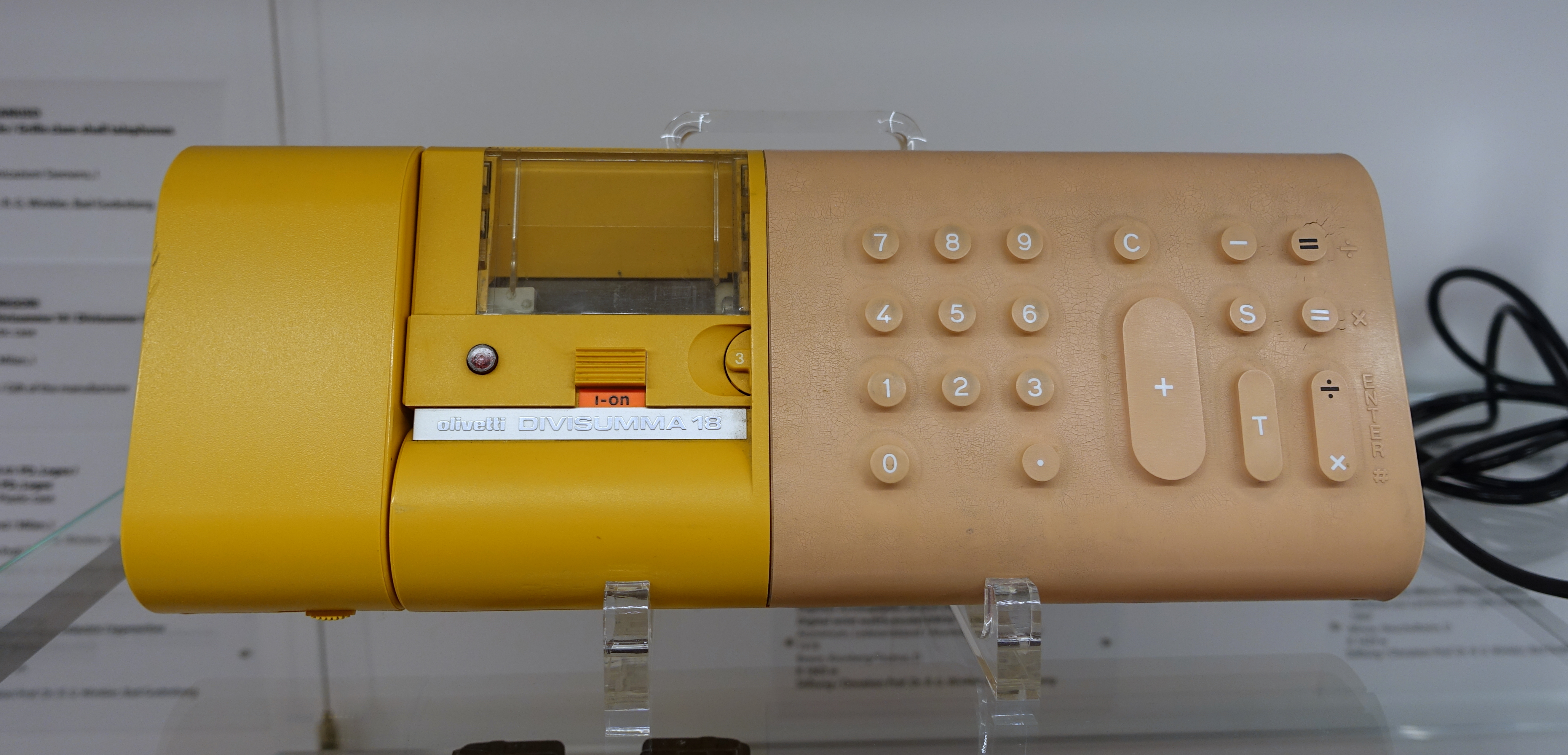
Olivetti Divisumma 18 電子計算機 (1973年)
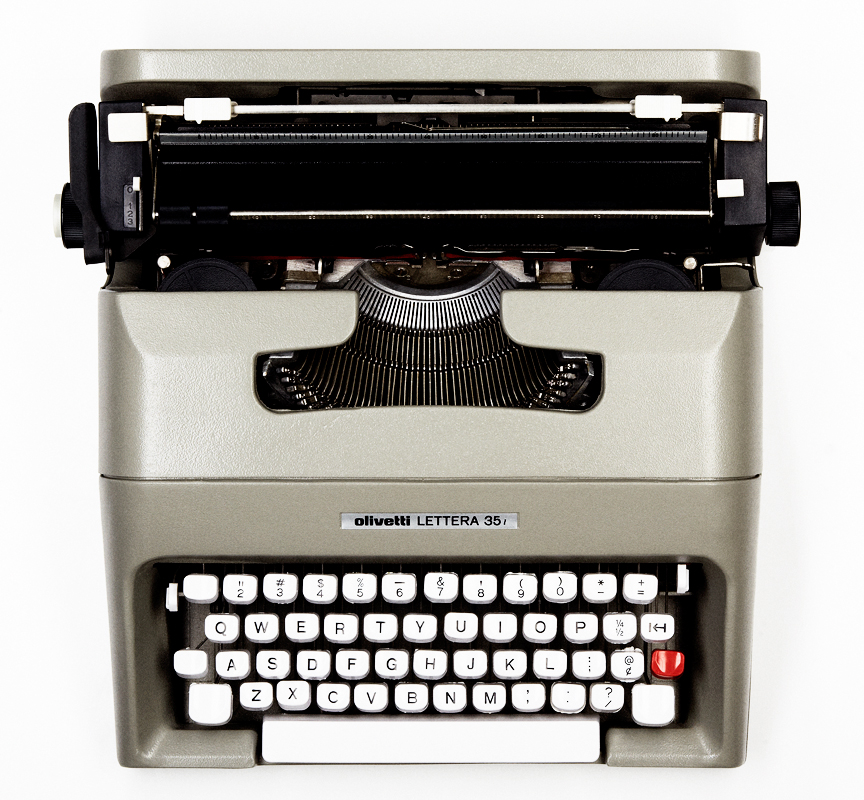
Olivetti Lettera 35i タイプライター
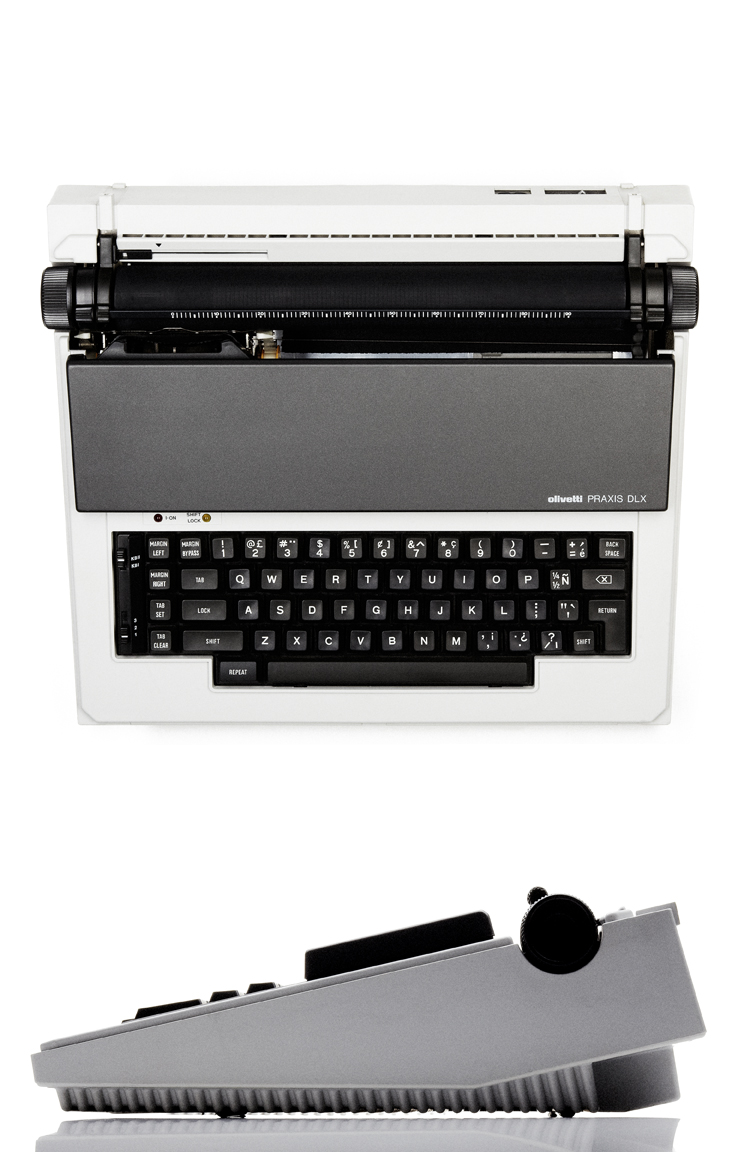
Olivetti Lettera Praxis DLX タイプライター
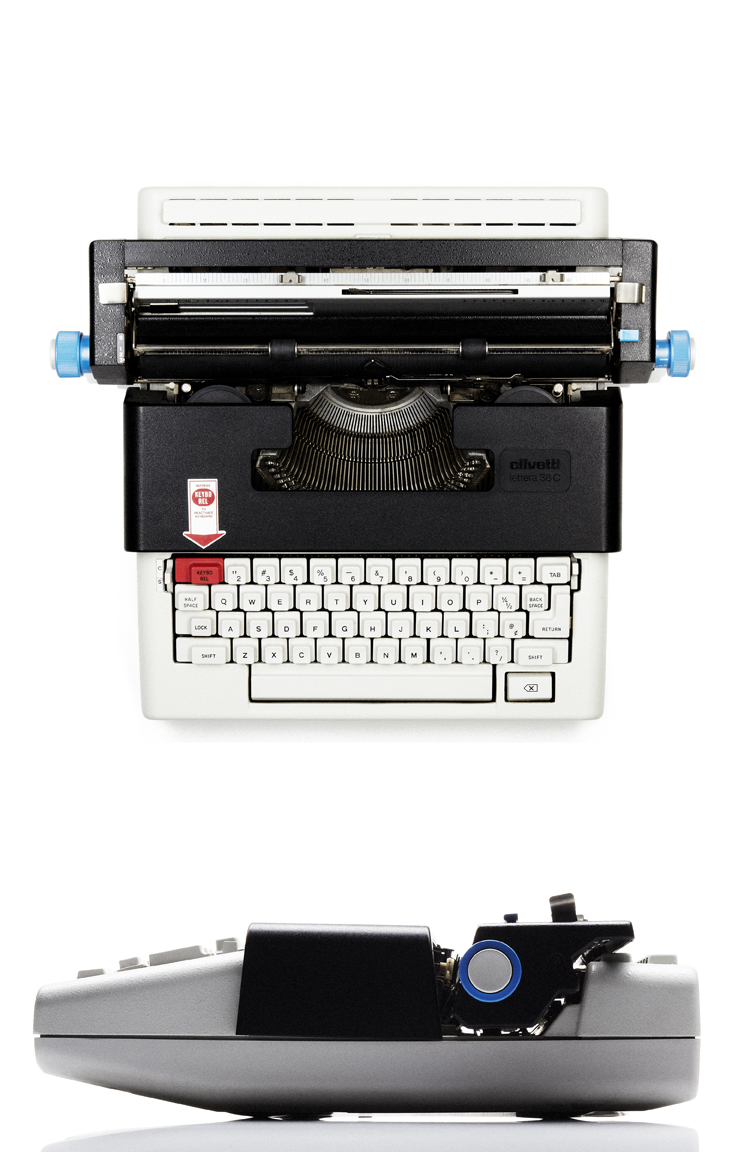
Olivetti Lettera 36c タイプライター
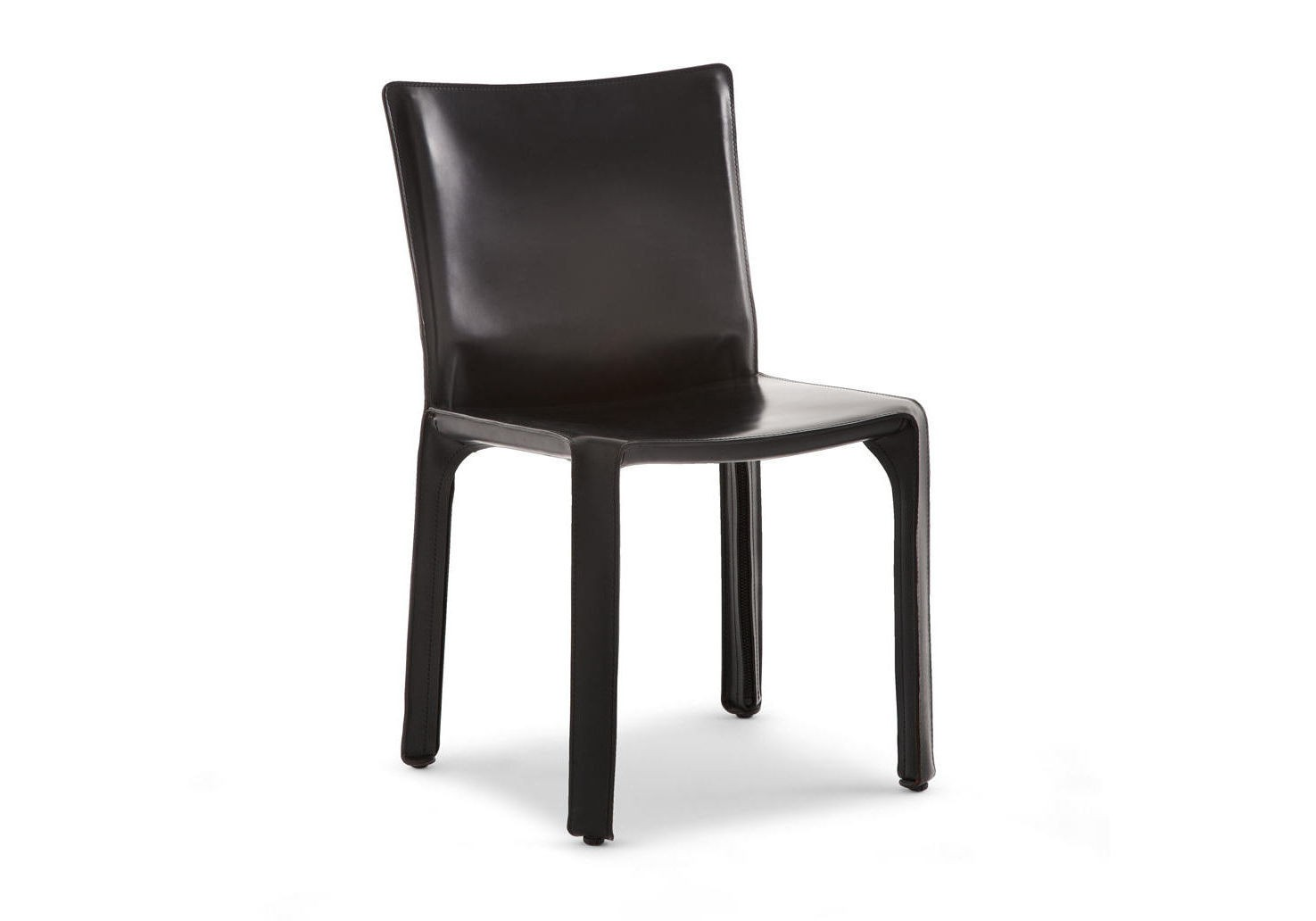
412 Cab chair 、カッシーナ社 (1977年)
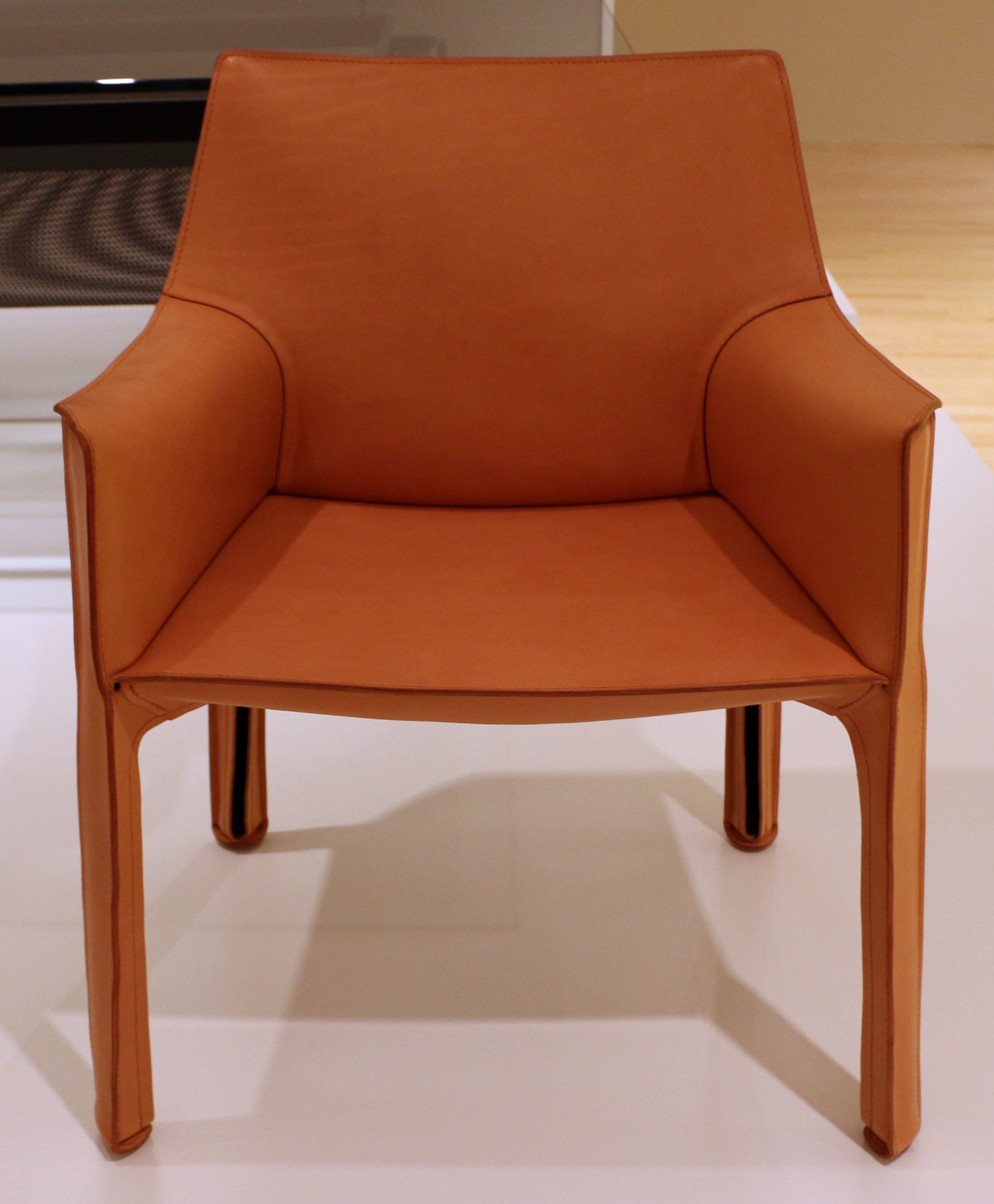
Cab chair、カッシーナ社 (1977年)
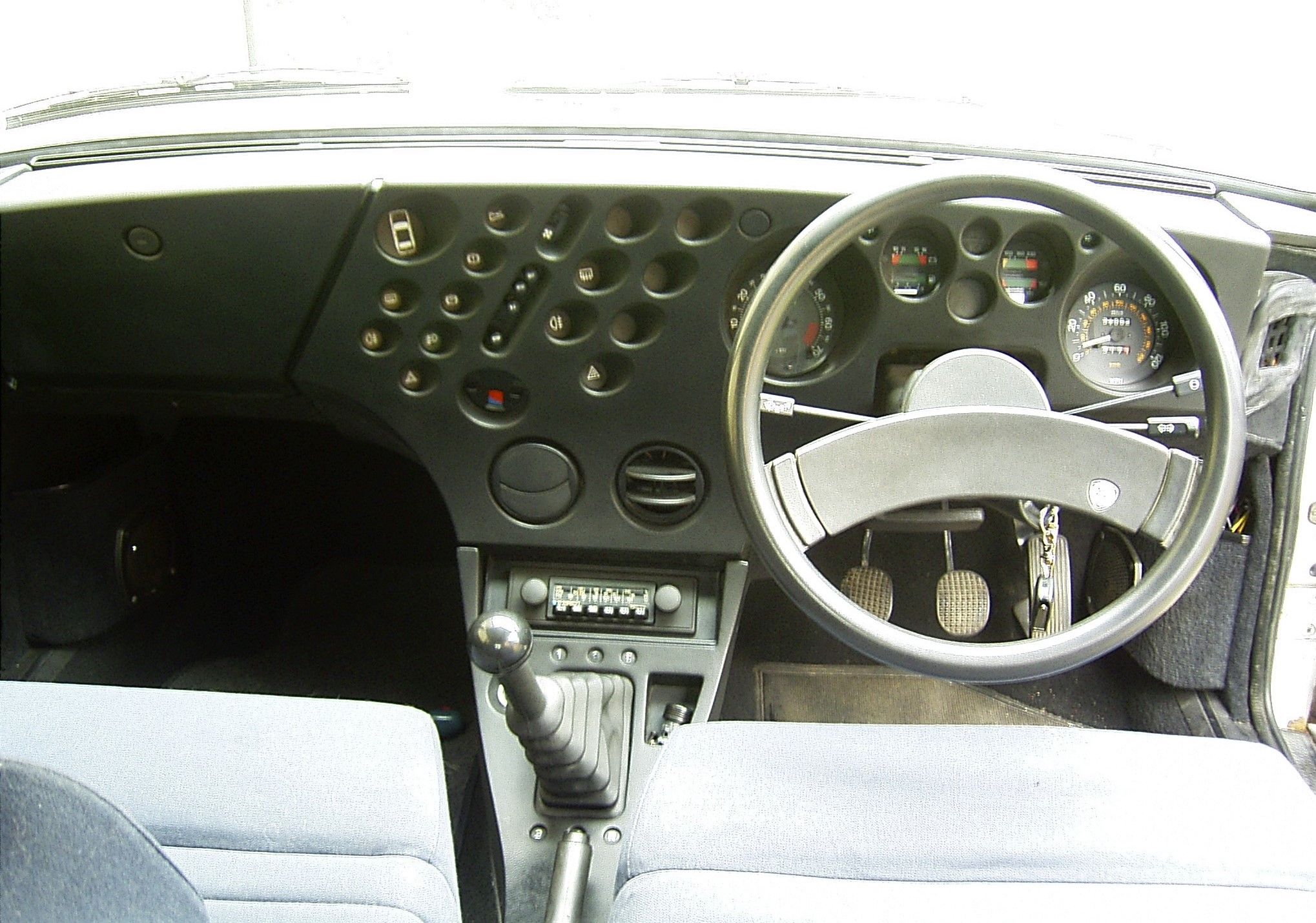
ランチア社のセダン・トレヴィのエルゴノミクスダッシュボード (1980年)
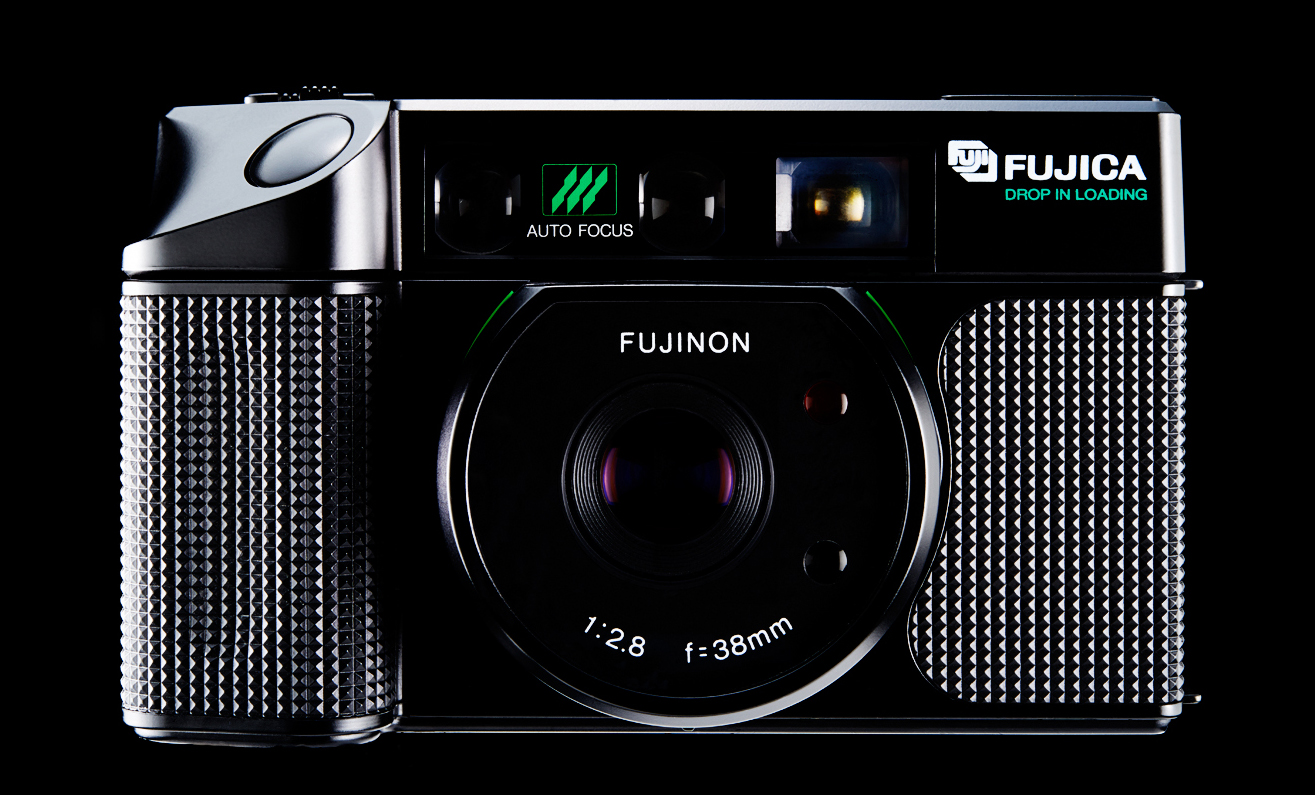
フジカDL 100オートエース、富士フイルム (1984年)